# Central Connecticut State University
La Central Connecticut State University è un'università pubblica statunitense situata a New Britain, in Connecticut. Fondata nel 1849 come Scuola Normale statale, è la più antica università finanziata dallo stato del Connecticut.

## Struttura
L'università è organizzata in quattro scuole:
- Ammon college of liberal arts and social sciences
- School of business
- School of education and professional studies
- School of engineering, science, and technology